# 小行星6767
小行星6767（英語：6767 Shirvindt）是一颗围绕太阳公转的小行星。1983年1月6日，柳德米拉·卡拉季奇在克里米亚发现了此天体。
这颗小行星的绝对星等为96.28236等。